# Opferhain von Bamble

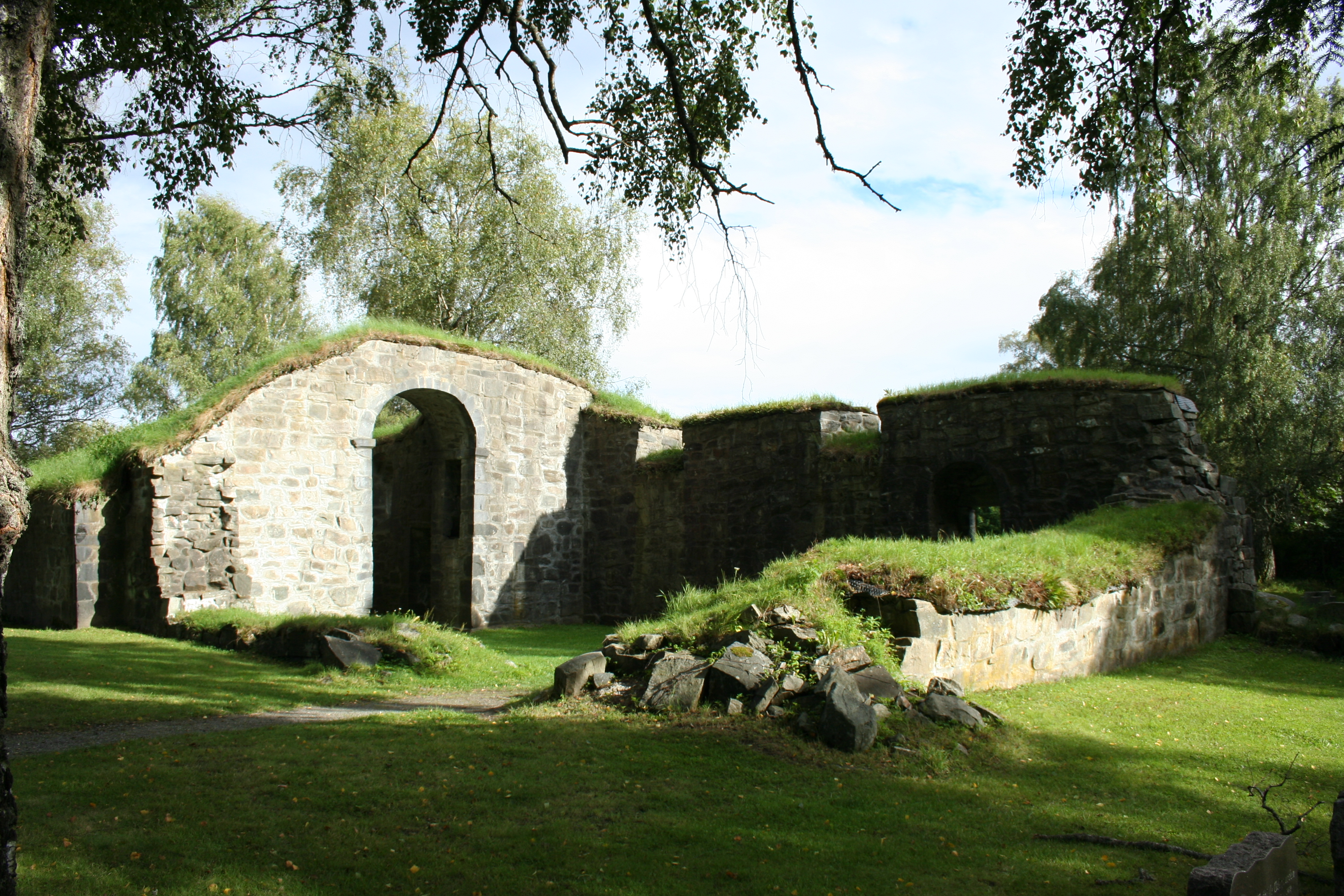
Ruine der alten Olavskirche von Bamble

Der Opferhain von Bamble (norwegisch Bamble Offerlund) liegt in der Nähe der Ruine der alten Bamble-Kirche aus dem 13. Jahrhundert in Bamble östlich der Europastraße 18 bei Porsgrunn im Fylke Telemark in Norwegen.
Der Opferhain von Bamble ist ein „heiliger Hain“ aus der Eisenzeit. An vielen Orten sind Kirchen und Friedhöfe in der Nähe alter heidnischer Stätten errichtet worden, um den Ort von alten Traditionen zu befreien. Historischen Quellen zufolge ist die Nutzung heiliger Haine in der Eisenzeit sehr verbreitet.
Das Gelände besteht im Wesentlichen aus zwei alten Eichen, die hier seit heidnischen Zeiten stehen sollen. Die Einheimischen haben hier einige alte Traditionen fortgeführt. Mittwinter ist es heute noch Brauch, Bier an der Basis der Bäume zu vergießen. Das ist wahrscheinlich ein Relikt der heidnischen Opferkultur.

## Kontext
Der Chronist Adam von Bremen hat die Nutzung des heiligen Haines am Tempel von Uppsala in Schweden beschrieben. Jedes neunte Jahr gibt es ein neuntägiges Opferfest, das Blót. Christen mussten eine Abgabe zahlen, um sich von der Teilnahme am Blót zu befreien. Der christliche König Magnus der Gute soll in Trøndelag von der Bevölkerung gezwungen worden sein, am Opferfest in Lade (heute ein Stadtteil von Trondheim) teilzunehmen, das ausdrücklich als Blót bezeichnet wird.

## Bautastein von Bamble

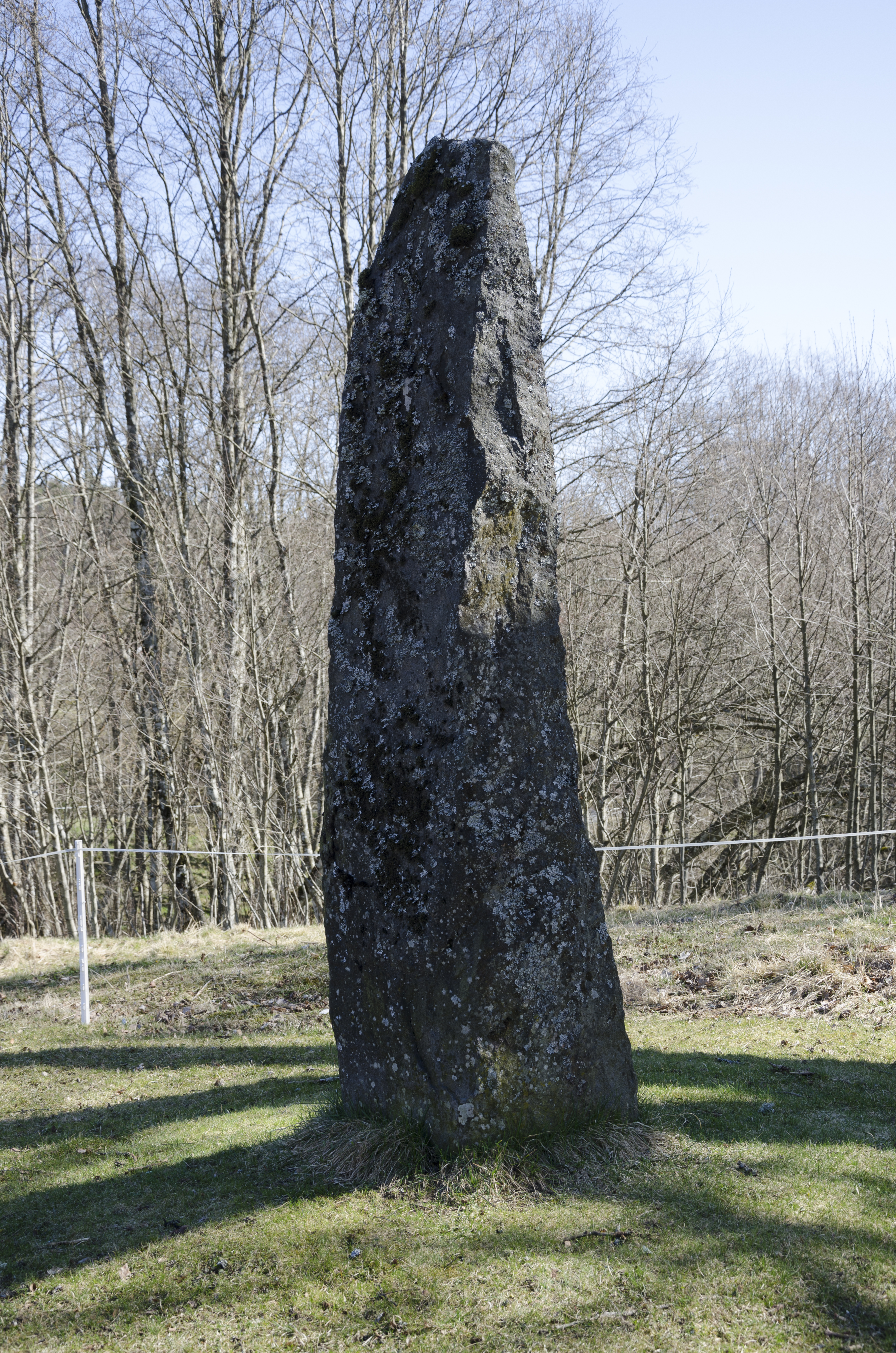
Bautastein von Bamble

Der Bautastein von Bamble steht etwa 300 m südwestlich des Hains. Er ist etwa 3,0 Meter hoch und 40 cm breit und hat einen quadratischen Querschnitt. Der Menhir wurde innerhalb der Grundmauer der alten Kirchenruine entdeckt. Als die Mauer 1954 zusammenbrach, wurde der Stein an seinen heutigen Standort versetzt. Niemand konnte sich an seinen ursprünglichen Standort erinnern.